# Geelmuyden Kiese
Geelmuyden Kiese är en skandinavisk kommunikationsbyrå med kontor i Stockholm, Oslo och Köpenhamn. Geelmuyden Kieses affärsidé är att hjälpa företag och organisationer att stärka sin position och flytta makt genom kreativ och strategisk kommunikation. Geelmuyden Kiese grundades 1989 av Hans Geelmuyden och Jo Kiese. Stockholmskontoret öppnade 1996 och där jobbar idag drygt 20 konsulter. Inom hela Geelmuyden Kiese arbetar drygt 100 personer. Vd för den svenska verksamheten är Simon Wallin.